# SNIA
La SNIA BDG Srl (in precedenza SNIA S.p.A.) è un'azienda chimica italiana con sede a Milano. Dal 2020 in amministrazione straordinaria, è stata quotata alla Borsa di Milano dal 1922 al 2010.

## Storia
Venne fondata a Torino nel 1917 dall'affarista e mecenate Riccardo Gualino, con il nome di Società di Navigazione Italo Americana (SNIA); la sua funzione iniziale era quella di controllare infatti i trasporti marittimi tra Italia e Stati Uniti.
Nel 1920 il nome venne cambiato in Societa di Navigazione Industria e Commercio, in relazione all'appena iniziato interessamento alle fibre tessili artificiali ed in seguito al crollo dei noli marittimi dopo la prima guerra mondiale. Successivamente la società recuperò nel nome l'acronimo SNIA, venendo battezzata Società Navigazione Industriale Applicazione Viscosa (SNIA Viscosa), e divenne, grazie all'attività del Presidente Franco Marinotti, una delle più importanti aziende del paese nella produzione di rayon.
Nel corso della sua storia assorbì nel 1922 lo stabilimento della Società Italiana della Seta Artificiale di Pavia (aperto nel 1905), nel 1920 l'Italiana Fabbriche Viscosa di Venaria Reale e nel 1921 l'Italiana Seta Artificiale di Cesano Maderno. Venne anche quotata alla borsa di Milano nel 1922.
Nel 1925 era la prima società italiana con un capitale sociale pari ad un miliardo di lire, oltre che la prima a essere quotata in una borsa estera (Londra e New York); nello stesso anno il gruppo Snia Viscosa era arrivato a produrre complessivamente 24.000 chilogrammi al giorno di filati artificiali (pari al 68,6% della produzione nazionale e all'11,1% di quella mondiale), di cui circa l'80% destinato all'esportazione, occupando 20.000 dipendenti.
I proprietari sono le società estere Courtaulds e Glanzstoff.
Il programma proseguì nel 1925 quando iniziò la costruzione del nuovo stabilimento di Torino Stura; nel 1927 la SNIA Viscosa assunse il controllo del Gruppo Seta Artificiale con gli stabilimenti di Varedo e di Magenta (Novaceta). La produzione annua di rayon salì al momento della crisi mondiale del 1929 a 9 milioni 500 000 kg.
Nel 1937 commercializza la Lanital, una fibra autarchica tratta dalla caseina, la proteina del latte.

Nel secondo dopoguerra entra in vigore il piano Marshall (5 giugno 1947), istituito per garantire la ripresa economica dei paesi europei. In questo periodo, il presidente ufficiale della SNIA Franco Marinotti non era presente a causa della sua fuga in Svizzera, lasciando così la SNIA senza un presidente. Dopo poco tempo dalla fuga di Marinotti, il colonnello americano Charles Poletti (uno dei principali esponenti del piano Marshall) è incaricato di trovare un nuovo commissario per la SNIA. Esattamente il giorno in cui vengono rilasciate informazioni sul piano Marshall, viene inviata una lettera all'avvocato Leonardo Baldini (1886-1963) che dovrà prendere in mano la gestione della sede della SNIA a Milano. L'avvocato Baldini restò in carica per poco tempo (1-2 anni) visto che poco tempo dopo tornerà in Italia Marinotti che riprenderà la gestione dell'azienda.

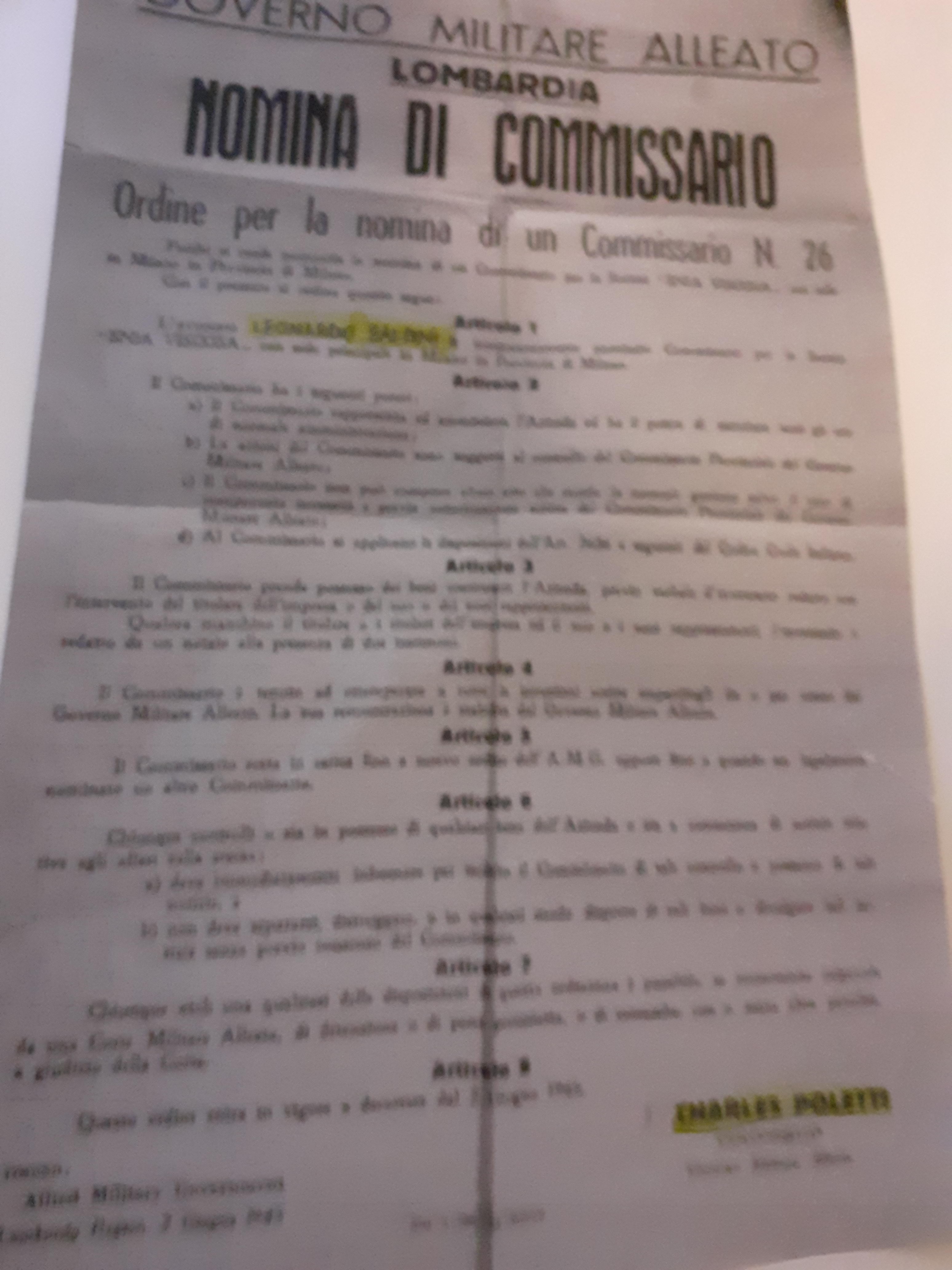
Documento nomina di commissario avv. Baldini

Il 1968 vede SNIA diversificare ed entrare nel comparto meccanico, con l'acquisto di BPD.
Nel 1974 entra a far parte di Montedison, che la compra da Mediobanca; con il nome di Snia BPD (seguito all'incorporazione della controllata BPD Difesa e Spazio), nel 1980 venne acquistata da FIAT, tramite Sicind S.p.A..
La crisi dell'intero comparto chimico italiano nel 1998 farà sì che Fiat ceda in blocco la società con un'opv pari a 2.100 miliardi di lire.
Snia passò così sotto il controllo di Luigi Giribaldi e Cornelio Valetto, che attraverso il 30% societario  si ritrovarono azionisti di maggioranza. Poi, nel 1999, fu Emilio Gnutti a dirigere il gruppo, lanciando nel 2002 un'OPA sul 71% del capitale valutando l'intera società 950 milioni di euro.
Nel 1999 diventa SNIA S.p.A..
La società era attiva nelle fibre tessili, nella chimica specialistica, nei materiali compositi e nel biomedicale; quest'ultima attività, che rappresentava l'84,3% dei ricavi SNIA, è rappresentato dal settore delle Tecnologie Medicali fu scissa nel 2003 e quotata sempre alla borsa di Milano sotto il nome di SORIN. Nello stesso anno vengono cedute Novaceta e Nuova Rayon nell'ambito dell'uscita di SNIA dal settore fili cellulosici.
Il 16 aprile 2010 il Tribunale di Milano ha dichiarato lo stato di insolvenza di SNIA S.p.A., dando luogo all'avvio della procedura di amministrazione straordinaria.
Le cause che hanno provocato la crisi societaria del 2008 sono probabilmente un insieme di diversi fattori: lo scorporo delle attività Sorin, le perdite continue di Caffaro, la forte esposizione debitoria a cui SNIA non è riuscita a fare fronte (109.6 milioni verso fornitori), a causa del mancato incasso di 22.5 milioni di euro derivanti dalla vendita di un immobile nel comune di Varedo, il sequestro dell'impianto di Torviscosa (UD) da parte della Procura di Udine l'11 settembre 2008. Quest'ultimo evento ha determinato il blocco della produzione e conseguentemente delle vendite, che hanno avuto ripercussioni su tutto il gruppo SNIA, in quanto diverse linee produttive di altri stabilimenti dipendevano dalle materie prime prodotte a Torviscosa (UD).
Borsa Italiana S.p.A. ha disposto, con avviso n. 18506 del 15 dicembre 2010, "la cancellazione dei warrant SNIA 2005-2010 dal listino ufficiale a far data dal 16 dicembre 2010 e con provvedimento n. 6880 del 20 dicembre 2010, a decorrere dalla seduta del 27 dicembre 2010, la revoca dalla quotazione nel Mercato Telematico Azionario delle azioni ordinarie SNIA e delle obbligazioni del prestito obbligazionario convertibile SNIA 2005-2010, emesse da SNIA S.p.A. in amministrazione straordinaria".
Nel marzo 2011 Newco 5 S.r.l. (Gruppo Bertolini) e Newco Brescia S.r.l. (Fin-Todisco & C. S.p.A., holding di Società Chimica Emilio Fedeli) hanno rispettivamente acquisito gli stabilimenti Caffaro Chimica di Torviscosa (UD) (135 dipendenti) e di Brescia (98 dipendenti, di cui 52 assunti) che saranno riuniti sotto la direzione di Caffaro Finanziaria S.p.A. (50% Bertolini, 50% Todisco).
Il 29 novembre 2021 il marchio SNIA viene acquistato dalla società Caffaro Industrie Spa di Torviscosa: l'intenzione è quella di modificare il nome della capogruppo in SNIA BDG Srl; il Gruppo in questione conta un fatturato aggregato globale 2021 pari a circa 120 milioni di euro con all'incirca 250 dipendenti ed è attivo da diversi anni nel settore della chimica di base.

## Consiglio d'Amministrazione
- Presidente: Giorgio Barosco
- Amministratore delegato: Antonio Onorato
- Consigliere: Nicoletta Mincato
- Consigliere: Fabio Mosca
- Consigliere: Luca Burighel
- Consigliere: Giorgio Ruffoni
- Consigliere: Alberto Sesana

Dati Consob al 16 marzo 2009

## Azionisti
- Nuova Chimica Investimenti S.r.l. - 7.440%
- General Electric Company - 6.648%, tramite Interbanca S.p.A.
- Banca Monte dei Paschi di Siena S.p.A. - 2.157%
- Tethys S.p.A. - 2.053% tramite Hopa S.p.A.

Dati Consob al 29 ottobre 2009

## Principali Partecipazioni
- Meccanico Vittorio Veneto S.r.l - 100%
- Union Derivan S.A. - 100%
- Immobiliare Snia S.r.l. - 100%

## Dati economici e finanziari
Il 2000 è stato l'ultimo anno in cui il gruppo SNIA ha conseguito un utile di bilancio, trend positivo che proseguiva ininterrottamente dal 1991 (Leggasi Lettera del Presidente, pagina 11 del Bilancio SNIA 2001), escludendo il 2002 quando tale risultato è stato conseguito grazie alla cessione di Caffaro Energia e gli anni a seguire in cui SNIA ha subito la scissione di Sorin.
La società ha fatturato 1.26 miliardi di euro, principalmente dovuti a:
- 494.4 milioni dal settore Tecnologie Medicali
- 399.3 milioni dal settore Fili Tessili
- 361.5 milioni dal settore Chimico

Ebit di 68.8 milioni, a cui ha maggiormente contribuito il settore Tecnologie Medicali (+ 42 milioni).
Utile per 20.61 milioni.
Il valore residuo di terreni e fabbricati era pari a 214.21 milioni di euro, quello di impianti e macchinari era di 342.03 milioni, patrimonio netto di 908.99 milioni di euro, 8.011 dipendenti, di cui 4.444 in Italia.
Fonte: Bilancio SNIA al 31.12.00
Nel 2001 SNIA decide di non comprendere più nel bilancio i risultati del settore Fili Tessili, comprendente Novaceta, Nuova Rayon e Nylstar, in quanto non più considerato strategico per la società.
Da questo stesso anno iniziano anche i problemi per il settore chimico a causa della riduzione globale dei consumi, per cui l'unica area di business che ha riportato performance positive quella delle Tecnologie Medicali (Ebit positivo per 40.7 milioni e contribuzione al fatturato aziendale per il 68% circa).
È dunque facile evincere come tale mercato era di fondamentale importanza per le sorti di SNIA, stante il deconsolidamento del settore tessile (dichiarato attività disponibile per la vendita e comunque anch'esso in crisi dal 2001, causa contrazione dei consumi globali) e la riduzione della domanda di prodotti chimici, dovuta al peggioramento dell'economia americana e asiatica.
Fonte: Bilancio SNIA al 31.12.01

## Stabilimenti

### Sede di Pavia
Lo stabilimento di Pavia, situato lungo la strada per Cremona, la cui area (ampia 107.000 m²) attualmente non è più di proprietà di SNIA S.p.A ma di Risanamento S.p.A., ha interrotto la produzione nel 1982 e da allora giace in stato di completo abbandono e forte degrado ambientale. Per molti anni i vecchi capannoni fatiscenti della fabbrica sono stati occupati da senzatetto e nomadi, fino al 2007, anno in cui il sindaco di Pavia in carica Piera Capitelli (centro-sinistra) ha ordinato lo sgombero dell'area, occupata stabilmente ormai da tempo da diverse decine di persone. Sono esistiti ed esistono attualmente numerosi progetti di recupero e riqualificazione dell'area, ma nessuno di essi è mai stato realizzato a causa dell'inquinamento profondo del suolo causato dalle sostanze chimiche utilizzate in precedenza nella produzione delle fibre, che renderebbe necessaria una pesante ed onerosa operazione di bonifica; inoltre il Ministero dei Beni Culturali propone la conservazione di alcune ciminiere e capannoni, riconoscendone la valenza storica. Lo stabilimento giace al momento demolito parzialmente nell'ambito di uno dei tanti piani di recupero passati incompiuto, ma ancora in totale abbandono.

### Sede di Varedo

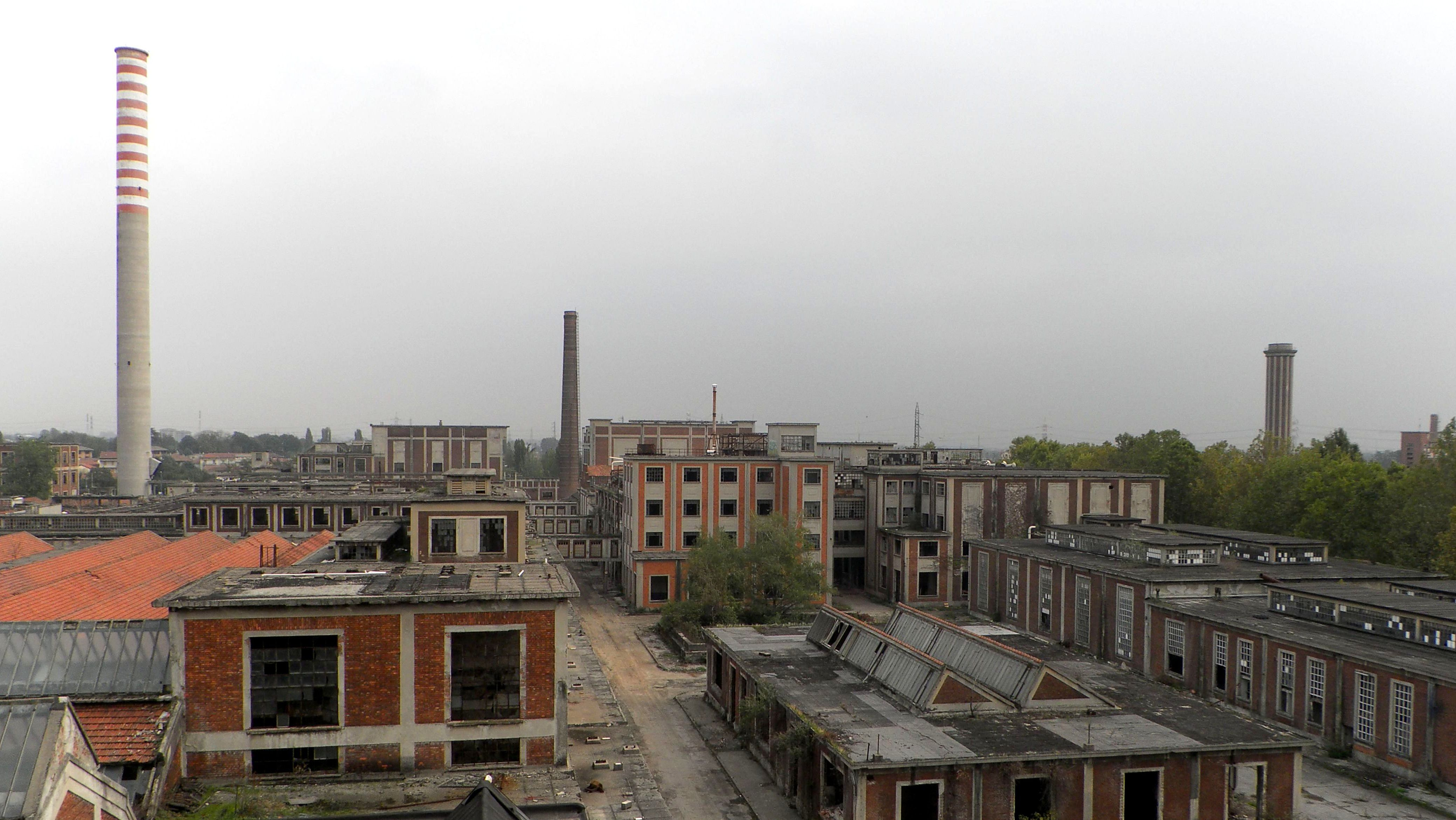
Stabilimento SNIA di Varedo

Lo stabilimento di Varedo (che si estende anche nei comuni di Limbiate e Paderno Dugnano) nasce nel 1924 per opera della Società Seta Artificiale Varedo (joint venture SNIA-Courtaulds) con lo scopo di fabbricare filati artificiali di cellulosa rigenerata: acquisita da SNIA nel 1927, nel 1933 viene in essa incorporata.
Inizialmente dedicato alla produzione di rayon viscosa, nel dopoguerra inizia a produrre nylon 6 (nome commerciale Lilion), arrivando ad occupare 6000 dipendenti.
Nel 1982 la produzione della viscosa viene fermata (a causa della crisi del petrolio e della concorrenza dei paesi stranieri, nonché dell'introduzione di nuove normative ambientali che impongono alla SNIA di apportare innovazioni agli impianti di trattamento dell'aria, dell'acqua e dei fumi), mentre quella del nylon proseguì fino al 2003, attraverso la società Nylstar (SNIA-Rhone Poulenc), quando poi l'intero complesso di Varedo venne chiuso.
La sede di Varedo della SNIA, la cui area è ampia 430.000 m² è stata ceduta nel 2008 da Immobiliare SNIA a Norman 3 S.r.l. per 43 milioni di euro (25 destinati a Immobiliare Snia S.r.l., 18 al Tribunale per il fallimento Nylstar).
Norman 3 (oggi Varedo Sud S.r.l.) risulta essere controllata da Marconi 2000 di proprietà di Gabriele Sabatini, Natalia Bassani, Anchor Publishing, Vip Real Estate.
Da allora versa in stato di abbandono, sebbene comunque le operazioni di bonifica siano in corso dal 2008 per un valore stimato di 20 milioni di euro a carico di Marconi 2000.

## Inchieste giudiziarie
Come riportato dalla stampa, è tuttora in corso un'inchiesta ad opera dei PM Luigi Orsi e Mauro Clerici della Procura della Repubblica di Milano circa la scissione SNIA-Sorin del 2003, ipotizzando il reato di falso in bilancio ed associazione a delinquere finalizzata alla bancarotta per distrazione, che si sarebbe dispiegata sottraendo beni della società per 572 milioni di patrimonio netto conferendoli nella Sorin. In altri termini gli amministratori avrebbero fatto affluire alla società sana (Sorin, che, da sola, generava il 76% dei ricavi) gli attivi di Snia, depauperandola (Snia decretata poi insolvente dal Tribunale di Milano nell'aprile 2010).
Sempre secondo i Pm, la scissione viene ritenuta effettuata senza adeguata contropartita, gravemente lesiva dell'integrità del patrimonio sociale, in contrasto con l'interesse della società scissa e in pregiudizio dei creditori sociali, di fatto a favore dell'interesse esclusivo della società beneficiaria: l'accusa dunque suppone che la scissione avrebbe creato una situazione tale per cui Snia fosse destinata a fallire.
Tuttavia, ai 25 indagati, è giunto ad ottobre 2012 l'avviso di chiusura delle indagini, pertanto non vi è stato ancora alcun pronunciamento circa eventuali rinvii a giudizio. Ovviamente, il Giudice per le Indagini Preliminari può quindi disporre l'archiviazione dell'indagine nonché lo stralcio delle posizioni dei vari soggetti coinvolti.
Nel 2018 il Tribunale di Brescia ha assolto tutti gli imputati (il fatto non sussiste), su richiesta della stessa Procura, che ha evidenziato l'assenza di prove certe.

## Dati societari
- Ragione sociale: Snia S.p.A.
- Sede legale: Via Confalonieri, 29 - Milano
- Capitale sociale: 51.714.379,90 euro
- Partita IVA: 00736220153

## Archivio
L'archivio della società Snia è conservato a Milano, parte presso la Snia Spa nel fondo omonimo (estremi cronologici: 1917-1999), e parte nei fondi Snia - sezione d'archivio c/o Caffaro in outsourcing (estremi cronologici: 1919-1988) e  Snia fibre spa (estremi cronologici: 1988-1998) presso Caffaro spa, che, con un accordo interno, conserva e gestisce l'archivio della società Snia dalla quale è controllata.